# Orleans Arena
La Orleans Arena est une arène multisports située à côté du Orleans hotel-casino à Las Vegas, dans le Nevada. 
Depuis 2003, ses locataires principaux sont successivement l'équipe de hockey sur glace évoluant en ECHL des Wranglers de Las Vegas, les Gladiators de Las Vegas, de l'Arena Football League, ou encore les Silver Knights de Henderson, pensionnaires de la Ligue américaine de hockey. Sa capacité est d'environ 9 500 places.

## Histoire
L'arène est inaugurée en mai 2003 et a coûté 85 millions USD.

## Évènements
- Skate America 2019, du 18 au 20 octobre 2019
- Skate America 2020, les 23 et 24 octobre 2020
- Skate America 2021, du 22 au 24 octobre 2021